# La última escuadrilla
 La última escuadrilla  es una película en blanco y negro de Argentina dirigida por Julio Saraceni sobre el guion de Abel Santa Cruz que se estrenó el 23 de octubre de 1951 y que tuvo como protagonistas a Tito Alonso, Juan Carlos Barbieri, Jacinto Herrera, Norma Giménez y Juan Carlos Altavista. La película fue filmada parcialmente en la provincia de Córdoba.

## Sinopsis
Aspectos risueños y sentimentales de un grupo de cadetes de la Escuela de Aviación Militar.

## Reparto
- Tito Alonso
- Juan Carlos Barbieri
- Jacinto Herrera
- Norma Giménez
- Juan Carlos Altavista
- Mario Giusti
- Gabriel Lannes
- Nelly Raymond
- Julia Sandoval
- Ilde Pirovano
- José Tresenza
- Osvaldo Domecq
- Hugo Chemin
- Hugo Ferrer

## Comentarios
La Nación opinó:

”Construida con honradez en sus procedimientos y en el uso de símbolos y motivos fácilmente aprovechables para suscitar emociones.”

Por su parte el crítico King escribió:

”Predomina en la acción el modo sonriente que no excluye la mechadura del detalle sentimental o dramático. Julio Saraceni las mezcla, saca buen partido de la colaboración oficial y realiza uno de sus mejores trabajos.”